# Halo: The Cole Protocol
『Halo： The Cole Protocol』（ヘイロー： ザ・コール・プロトコル / コール条約）は、HALOシリーズを題材とした小説である。このシリーズを題材とした小説としては6作目で、作者はトバイアス・S・バッケル。アメリカでは2008年11月25日リリースされるようであるが、日本語版の発売は2008年10月現在不明である。
本作は人類対コヴナント戦争の序盤に活躍した、スパルタンIIの「グレイ・チーム」にスポットライトを当てた作品となっている。